# Gionata Mingozzi
Gionata Mingozzi (Ravena, 29 de dezembro de 1984 - Campagna Lupia, 15 de julho de 2008) foi um futebolista italiano que atuava no meio-campo.
Iniciou a sua carreira em 2001, no clube homônimo de sua cidade natal. Jogou também por Perugia e Sampdoria, que o liberou por empréstimo ao Lecce, em 2006.
Quando atuava pelo Treviso, entre 2007 e 2008, Mingozzi morreu em um violento acidente em Campagna Lupia, próxima a Veneza, quando seu Porsche Cayman bateu contra um caminhão. Apesar da ajuda dada pelos motoristas e da presença de equipes de resgate, Mingozzi, que tinha 23 anos, não resistiu aos ferimentos.